# Bataille d'Hanging Rock
Guerre d'indépendance des États-Unis
Batailles
La bataille d’Hanging Rock est une bataille de la guerre d'indépendance américaine qui a eu lieu le 6 août 1780 entre les patriotes américains et la Grande-Bretagne. Elle fait partie d'une campagne menée par la milice du général Thomas Sumter dans le but de harceler ou de détruire les avant-postes britanniques de la Caroline du Sud mis en place après la chute de Charleston en mai 1780.